# 齊科瓦
48°53′54″N 26°34′39″E / 48.89833°N 26.57750°E
齊科瓦（烏克蘭語：Цикова），是烏克蘭西部的村莊，隸屬赫梅利尼茨基州的卡緬涅茨-波多利斯基區。該村面積2.57平方公里，海拔高度311米，2001年人口967，人口密度每平方公里376.6人。